# Jack Diamond gangster
(Jack Diamond)
Jack Diamond gangster (The Rise and Fall of Legs Diamond) è un film del 1960, diretto da Budd Boetticher, basato sulla vita del gangster Jack "Legs" Diamond.

## Trama
New York, 1920, Jack Diamond, insieme al fratello Eddie, giunge in città ed incontra l'istruttrice di ballo Alice Shiffer. Dopo avere scontato una breve condanna a causa del furto di una collana in una gioielleria, inizia a lavorare con lei nella sua scuola di danza mentre si trova in libertà vigilata e successivamente viene assunto come guardia del corpo dal gangster Arnold Rothstein che, data la sua abilità di ballerino, gli dà il soprannome di "legs" (gambe). Il suo scopo in realtà è quello di soppiantare Rothstein per subentrargli nelle sue attività criminose che, dopo la morte di questi, cresceranno ulteriormente a causa del proibizionismo.